# Jean-Baptiste Jules Bernadotte
Jean-Baptiste Jules Bernadotte (Pau, 26 gennaio 1763 – Stoccolma, 8 marzo 1844) è stato un generale francese, divenuto poi Maresciallo del Primo Impero francese, Principe di Pontecorvo e quindi Re di Svezia come  Carlo XIV Giovanni e Re di Norvegia Carlo III Giovanni.
Di origini borghesi, coraggioso e di imponente presenza fisica, si dimostrò acceso fautore delle istanze giacobine durante la Rivoluzione francese e prese parte come generale alle guerre rivoluzionarie francesi, dimostrandosi valente comandante sul fronte tedesco e su quello italiano. Entrato ben presto in contrasto, anche per motivi personali, con il generale Napoleone Bonaparte, venne coinvolto in intrighi contro il Primo console, dal quale peraltro fu elevato al titolo di Maresciallo di Francia nel 1804. Bernadotte era cognato del fratello di Napoleone, Giuseppe Bonaparte, avendo sposato la sorella della moglie di quest'ultimo.
Partecipò a gran parte delle guerre napoleoniche, ma nel 1809 venne destituito da Napoleone e quindi accettò di divenire principe ereditario di Svezia, svolgendo una politica di autonomia dalla Francia. Nel 1812 entrò in campo nella sesta coalizione contro Napoleone e, alla testa delle truppe svedesi, giocò un ruolo importante nella campagna di Germania del 1813 e nella battaglia di Lipsia, combattendo contro i suoi antichi commilitoni. Nel 1818 divenne re di Svezia e di Norvegia, fondando il Casato di Bernadotte, l'attuale casa reale svedese.

## Biografia
(Parole pronunciate da Bernadotte alla notizia che le ceneri di Napoleone Bonaparte erano state riportate in Francia dall'isola di Sant'Elena)

### Gli inizi e il periodo rivoluzionario
Figlio di un avvocato, dopo aver ricevuto un'incompleta formazione come fattorino del tribunale, all'età di 17 anni gli morì il padre, per cui per necessità e per spirito d'avventura abbracciò la carriera militare, arruolandosi come semplice soldato nel 1780 nell'esercito del re di Francia. Combatté in India e fu ferito e fatto prigioniero dagli inglesi a Gondeloä nel corso di una guerra fra popolazioni locali. Al conflitto partecipavano, appoggiando da parti opposte i contendenti con truppe e rifornimenti, Francia e Gran Bretagna.
Allo scoppio della Rivoluzione francese Bernadotte era ancora sergente, dato che un militare senza un titolo nobiliare non poteva aspirare a diventare ufficiale. Nell'esercito repubblicano le regole cambiarono e Bernadotte diventò ufficiale di carriera. Dopo essersi distinto nell'Armata del Reno e in quella della Sambre e della Mosa, fu nominato sul campo di battaglia generale di brigata dal generale Jean-Baptiste Kléber (1794). Solo due mesi dopo venne promosso generale di divisione e combatté sotto il comando di Jourdan nella battaglia di Fleurus (26 giugno 1794).

### La campagna d'Italia
Incaricato di portare in Italia 20 000 uomini dell'armata della Sambre e della Mosa a Napoleone Bonaparte, rivaleggiò in ardore con il giovane generale corso e, sebbene provasse per lui poca simpatia, sospettando i progetti ambiziosi di quest'ultimo, si sottomise al suo potere. Prese parte al passaggio del Tagliamento, s'impadronì di Trieste e dopo la campagna presentò al Direttorio le bandiere tolte al nemico.
Dopo il 4 settembre 1797 (colpo di Stato del 18 fruttidoro) ottenne il comando della piazzaforte di Marsiglia, ma a causa della ripugnanza che provava per le misure violente prese a seguito dei disordini in questa parte della Francia, rinunciò al posto e ritornò nell'armata d'Italia.
Nel febbraio 1798, dopo il trattato di Campoformio, fu inviato come ambasciatore francese a Vienna, dove non brillò certo nella diplomazia. In particolare provocò delle manifestazioni ostili per aver inalberato la bandiera tricolore sul palazzo dell'ambasciata: non ricevendo le scuse ufficiali, lasciò l'Austria ad aprile dello stesso anno.
Il 17 agosto 1798 sposò Désirée Clary, ex fiamma di Napoleone Bonaparte, sorella di Marie-Julie Clary, che era la moglie di Giuseppe Bonaparte, del quale divenne cognato, entrando così a far parte della "parentela" dello stesso Napoleone.

### Ministro della guerra
Assunto il comando dell'armata nel 1799, ricevette l'ordine di passare il Reno per bloccare Philisbourg, ma i rovesci dell'armata francese in Italia e in Germania lo costrinsero a rinunciare ai suoi piani.
Nominato ministro della guerra dal 3 luglio al 14 settembre 1799 grazie all'influenza di Paul Barras, cercò di ripristinare lo zelo delle armate francesi con misure drastiche e in due mesi riorganizzò i servizi che si trovavano in uno stato deplorevole. Poco dopo fu messo da parte a causa di un intrigo di Emmanuel Joseph Sieyès, membro del Direttorio: a torto o a ragione gli furono attribuiti molti fatti che provocarono il malcontento e lo obbligarono a dare le dimissioni poco prima del colpo di Stato del 18 brumaio, cioè 9 novembre 1799.
Si ritirò quindi in campagna e, anche se sollecitato da Napoleone, non si pronunciò apertamente a favore del colpo di Stato: la freddezza, che già era presente fra i due, aumentò. Fu tuttavia trattato molto bene da Bonaparte, essendo Bernadotte cognato di Giuseppe Bonaparte, fratello di Napoleone. Entrò nel Consiglio di Stato e accettò il comando dell'armata della Vandea nel 1800: con le sue abili disposizioni riuscì a impedire lo sbarco dei britannici a Quiberon e a ristabilire la tranquillità nel Paese.
Si trovò invischiato nella «cospirazione dei libelli», detta anche «cospirazione del pot de beurre», organizzata dal suo capo di stato maggiore generale Édouard François Simon. Joseph Fouché soffocò lo scandalo, ma Bernadotte fu privato del comando.

### L'Impero
Dopo la pace di Lunéville Bernadotte fu nominato ambasciatore negli Stati Uniti d'America, ma la ripresa delle ostilità gli impedì di recarsi sul posto. Nel 1804 venne inviato a Hannover come governatore generale e ricevette il bastone di Maresciallo dell'Impero al momento della prima istituzione. Formò in questo Paese un corpo d'armata alla testa del quale partecipò a molti fatti d'arme: così, nel 1805, ristabilì il principe elettore di Baviera Massimiliano I a Monaco e conquistò Salisburgo.
Successivamente partecipò alla battaglia di Ulma che si concluse con l'accerchiamento e la resa dell'armata austriaca. Nella battaglia di Austerlitz comandava il I Corpo d'armata posto al centro dello schieramento francese con l'incarico di far fronte agli assalti dei russi. Più volte i suoi interventi risultarono importanti per la vittoria di Napoleone.
Il 5 giugno 1806 fu creato Principe di Pontecorvo. Quello stesso anno, durante la guerra della quarta coalizione, comandò il I corpo d'armata, ma nel giorno delle battaglie di Jena e Auerstädt (14 ottobre 1806) fece solo degli avanti-indietro tra i due campi di battaglia senza quasi parteciparvi, giustificando piuttosto debolmente la sua condotta con un presunto e improbabile ritardo nel ricevere gli ordini dell'imperatore. La sua condotta fu tale che Napoleone stava quasi per farlo tradurre davanti a un tribunale militare, ma poi recedette dal proposito.
Napoleone diede ordine ai suoi comandanti d'incalzare i prussiani in rotta e Bernadotte si lanciò all'inseguimento delle truppe in ritirata per cancellare la pessima figura di Jena-Auerstädt. Raggiunse le truppe prussiane del principe di Württemberg a Halle (16 ottobre 1806), diede battaglia e le sconfisse duramente, quindi inseguì i prussiani di Blücher fino a Lubecca (5 novembre 1806), ove una parte delle truppe di Blücher che lì si erano rifugiate non riuscì a impedire la conquista della città da parte dei francesi di Bernadotte, nonostante questi si trovasse in inferiorità numerica. Blücher, riparato nella vicina Ratkau con altri 10 000 prussiani, si arrese successivamente a Bernadotte.
Questi catturò anche un'intera divisione svedese inviata a Lubecca dal re Gustavo IV in aiuto alle truppe della coalizione. I soldati francesi, nonostante gli sforzi dei loro generali per impedirlo, si diedero al saccheggio della città anseatica, commettendo numerose atrocità contro i nemici arresi. In questo frangente Bernadotte si adoperò per proteggere i vinti, in particolare gli ufficiali e le truppe svedesi. Il suo comportamento risultò poi importante per la scelta della sua persona come successore al trono di re Carlo XIII di Svezia.
In occasione della battaglia di Eylau (8 febbraio 1807) incorse in un secondo sfortunato incidente con Napoleone: i messaggeri incaricati di portargli gli ordini dell'imperatore vennero catturati dai cosacchi, per cui l'ignaro e incolpevole Bernadotte giunse a Eylau a battaglia terminata, scatenando nuovamente le ire dell'imperatore, che fece di lui il capro espiatorio della cattiva conclusione della battaglia. Il 5 giugno venne ferito alla testa durante un combattimento sul fiume Passarge e questo fatto gli impedì di partecipare alla successiva battaglia di Friedland (14 giugno 1807).
Dopo la guarigione venne nominato governatore delle città anseatiche e fu incaricato di agire contro gli svedesi, ma sospese le ostilità quando apprese che una rivoluzione in Svezia aveva cacciato dal trono l'assolutista Gustavo IV, il solo ostile alla Francia (13 marzo 1808). Questa condotta leale gli fece guadagnare la stima degli svedesi, ma pare destò il malcontento in Napoleone Bonaparte, del quale contrariava i progetti. Inoltre Napoleone lamentò che Bernadotte non aveva brillato sui campi di battaglia: era stato inattivo ad Auerstädt ed era per di più giunto in ritardo alla battaglia di Eylau, mentre in giugno si era lasciato sfuggire il corpo di spedizione spagnolo del generale La Romana, imbarcato dai britannici a Göteborg per portarli a combattere agli ordini del generale Arthur Wellesley nel sud della Spagna contro i francesi che avevano invaso quel Paese.
Dopo la pace di Tilsit comandò fino al 1809 l'armata d'occupazione della Germania settentrionale. Alla rottura dei rapporti fra Austria e Francia assunse il comando del IX corpo d'armata, composto in gran parte da sassoni. Nella battaglia di Wagram (5-6 luglio 1809) il primo giorno venne respinto dalle truppe austriache e si attestò nel villaggio di Aderklaa, una posizione strategica che il giorno successivo abbandonò senza avvisare il comando. Napoleone, appreso il fatto, andò su tutte le furie, ordinò di mantenere la posizione a tutti i costi, ma Bernadotte, investito dalle truppe dell'arciduca austriaco, si trovò a dover cercare di ricompattare le sue truppe disperse. In quel frangente incontrò casualmente l'imperatore, che lo destituì sul campo. Era in piena disgrazia quando la fortuna volle che gli venisse offerto il trono di Svezia.

### I rapporti con Napoleone
I suoi rapporti con Napoleone furono sempre difficili e persino ambigui. Pur ammirandone le grandi capacità militari e nutrendo per lui persino dell'invidia, Bernadotte, rivoluzionario e repubblicano della prim'ora, considerava Napoleone un dittatore e un traditore della rivoluzione, avendo egli preso illegalmente il potere con il colpo di Stato del 18 brumaio e avendo per di più ricostituito un potere di tipo monarchico. Egli non fece mai mistero di questi suoi sentimenti. Napoleone, invece, lo trattò in modo sorprendentemente benevolo visti gli eventi militari in cui Bernadotte si comportò in modo piuttosto scadente e data la palese ostilità di quest'ultimo alla politica imperiale.
Altri al suo posto probabilmente sarebbero finiti di fronte al plotone di esecuzione o spediti in qualche luogo sperduto. Napoleone gli fece fare invece un'ottima carriera, gratificandolo con il massimo titolo militare (Maresciallo dell'Impero), con quello di Principe di Pontecorvo, acconsentendo a che divenisse Re di Svezia. I motivi di questo comportamento non sono mai stati chiari; tuttavia è probabile che abbiano giocato un ruolo determinante i rapporti di parentela. Napoleone, da buon còrso qual era, sentiva molto importanti i legami familiari e non si limitava ai soli parenti diretti, ma a tutti coloro che in un modo o nell'altro erano collegati alla sua famiglia.
Bernadotte aveva sposato, infatti, la sorella della moglie di Giuseppe Bonaparte, e ciò era sufficiente per farlo diventare membro del clan verso il quale era giusto mostrarsi particolarmente benevolo. Inoltre la moglie di Bernadotte era stata la prima fidanzata di Napoleone e questo fatto probabilmente lo poneva in una situazione imbarazzante. Punire Bernadotte poteva destare nel pubblico l'idea che Napoleone si comportasse così solo per un ritorno di gelosia, per una rivalità amorosa mai sopita (cosa piuttosto improbabile, visto che Désirée Clary sposò Bernadotte oltre due anni dopo che Napoleone aveva sposato Giuseppina di Beauharnais). Ma è anche possibile che Napoleone nutrisse ancora dei sentimenti d'affetto per la moglie del suo generale e/o si ritenesse in colpa per il modo in cui l'aveva lasciata pochi mesi dopo il fidanzamento. In questo caso un generoso trattamento nei confronti di Bernadotte poteva essere vissuto da Napoleone come un gesto di «risarcimento» nei confronti della ex fidanzata.

### Principe di Svezia
Gli emissari della corte liberale del re Carlo XIII/II di Svezia, dopo una concordata decisione, e ovviamente dopo aver contattato discretamente l'interessato, svilupparono il progetto di fare assumere al Maresciallo di Francia l'incarico di sovrano di Svezia.
La motivazione di tale decisione da parte della corte svedese derivò dal fatto che re Carlo XIII, ultimo sovrano regnante della casata Holstein-Gottorp, non aveva eredi.
Un tale tipo di progetto fu e rimase alquanto inusuale nella storia delle investiture al trono. In verità la decisione fu presa in seguito alla pesantissima crisi politica del casato Holstein-Gottorp, che aveva persino portato a un incruento colpo di Stato, senza risolvere la situazione.
Perfezionato l'accordo, alla sola condizione di abiurare formalmente il cattolicesimo a favore del luteranesimo (lo scopo era di evitare conflitti religiosi che avevano travagliato per secoli il Regno di Svezia), fu considerato legalmente "adottato dal Re" allo scopo d'istituire una continuità nella monarchia.
Il 21 agosto 1810 gli Stati Generali a Örebro elessero Bernadotte principe ereditario di Svezia: e così all'età di 47 anni Bernadotte assunse il nome di Carlo Giovanni ed iniziò a occuparsi progressivamente dei problemi del Paese.
Tra le sue prime azioni di governo ci fu l'adesione alla politica di Napoleone del Blocco continentale, poi dal 1811 assunse di fatto l'effettiva direzione del regno come reggente.
Probabilmente iniziato massone in Francia verso il 1785-1786 nella loggia La Tendre Fraternité, oppure in una loggia militare, diventò Gran Maestro della Massoneria svedese nel 1811, un anno dopo essere stato eletto principe ereditario.

#### Il cambio di schieramento
Nel 1812 emanò un decreto che aprì i porti della Svezia al commercio con tutte le nazioni, rompendo il blocco.
Dopo l'occupazione della Pomerania svedese da parte delle truppe di Napoleone, il 18 febbraio 1812 Bernadotte offrì un'alleanza allo zar Alessandro I, accordo che venne siglato il 9 aprile. Lo zar, tra l'altro, si impegnò con Bernadotte a favorirne l'ascesa al trono di Norvegia (cosa che in effetti avvenne).
Con un'attenta analisi della situazione politica e allettato dalla promessa inglese della cessione della Guadalupa, il principe Carlo Giovanni favorì l'ingresso della Svezia nella sesta coalizione antifrancese nel luglio 1813, non senza però aver tentato tutto il possibile per convincere Napoleone della pericolosità della situazione in cui si stava cacciando.
Assunse quindi il comando dell'Armata Germanica del Nord con il titolo di Generalissimo sbarcando a Stralsund con 30 000 soldati svedesi. Il corpo d'armata del generale Friedrich Wilhelm von Bülow, sotto il suo comando (e, pare, anche contro il suo parere) sconfisse il generale Oudinot a Großbeeren il 23 agosto 1813, e anche il maresciallo Ney nella battaglia di Dennewitz del 6 settembre 1813.
Infine il principe Carlo Giovanni ebbe una parte decisiva nella vittoria degli eserciti coalizzati nella battaglia di Lipsia.
Disceso con il suo esercito lungo il fiume Elba, si impadronì della città di Lipsia e si diresse poi verso l'Holstein, ove costrinse il Re di Danimarca a firmare la pace di Kiel (14 gennaio 1814) con la quale la Norvegia venne ceduta alla Svezia. Si diresse quindi lentamente verso la Francia, ma la pace di Parigi gli risparmiò l'attraversamento del Reno, evitandogli di invadere il proprio Paese.
La Svezia fu ricompensata per il suo intervento militare contro Napoleone con il riconoscimento dell'annessione della Norvegia.
Quando Napoleone rientrò in Francia dopo il suo esilio all'isola d'Elba, nel 1815 il principe Carlo Giovanni rifiutò di aderire alla nuova e ultima coalizione contro Bonaparte, il quale fu sconfitto poi definitivamente presso Waterloo.

### Re di Svezia e di Norvegia
Il 5 febbraio 1818 alla morte di Carlo XIII di Svezia, il principe Carlo Giovanni divenne Re di Svezia e di Norvegia (la Norvegia si staccò dalla Svezia nel 1905) prendendo rispettivamente il nome di re Carlo XIV (VIII) Giovanni di Svezia e re Carlo III Giovanni di Norvegia.
Dopo le campagne militari il sovrano decise di dedicarsi solo a misure finalizzate allo sviluppo economico dei due regni, ai quali fu concessa un'ampia autonomia.
Ne beneficiarono la pubblica istruzione, l'agricoltura, l'industria e i commerci. Fu favorita la costruzione del canale di Göta (aperto il 26 settembre 1832) che unì per la prima volta l'oceano Atlantico al mar Baltico.
Re Carlo XIV (VIII)/III Giovanni assunse il motto Folkets kärlek min belöning ("L'amore del mio popolo è la mia ricompensa"), fatto che non commosse gli svedesi più di tanto e ancor meno i norvegesi, che si ritenevano defraudati della libertà essendo essi passati dal dominio danese, che durava da 400 anni, a quello svedese. All'amministrazione pubblica fu imposto l'uso del francese, mentre il re si rifiutò d'imparare lo svedese e tanto meno il norvegese.
Di lui si narra l'aneddoto (peraltro mai confermato) che durante tutto il suo regno non abbia mai permesso ad alcun medico di esaminargli il petto. La spiegazione si sarebbe avuta dopo la sua morte, quando in occasione della toeletta funebre fu scoperto un tatuaggio sul petto che diceva: «Morte ai Re», tatuaggio che si sarebbe fatto fare all'epoca degli ardori giovanili rivoluzionari.
La Real Casa dei Bernadotte è il casato regnante in Svezia.

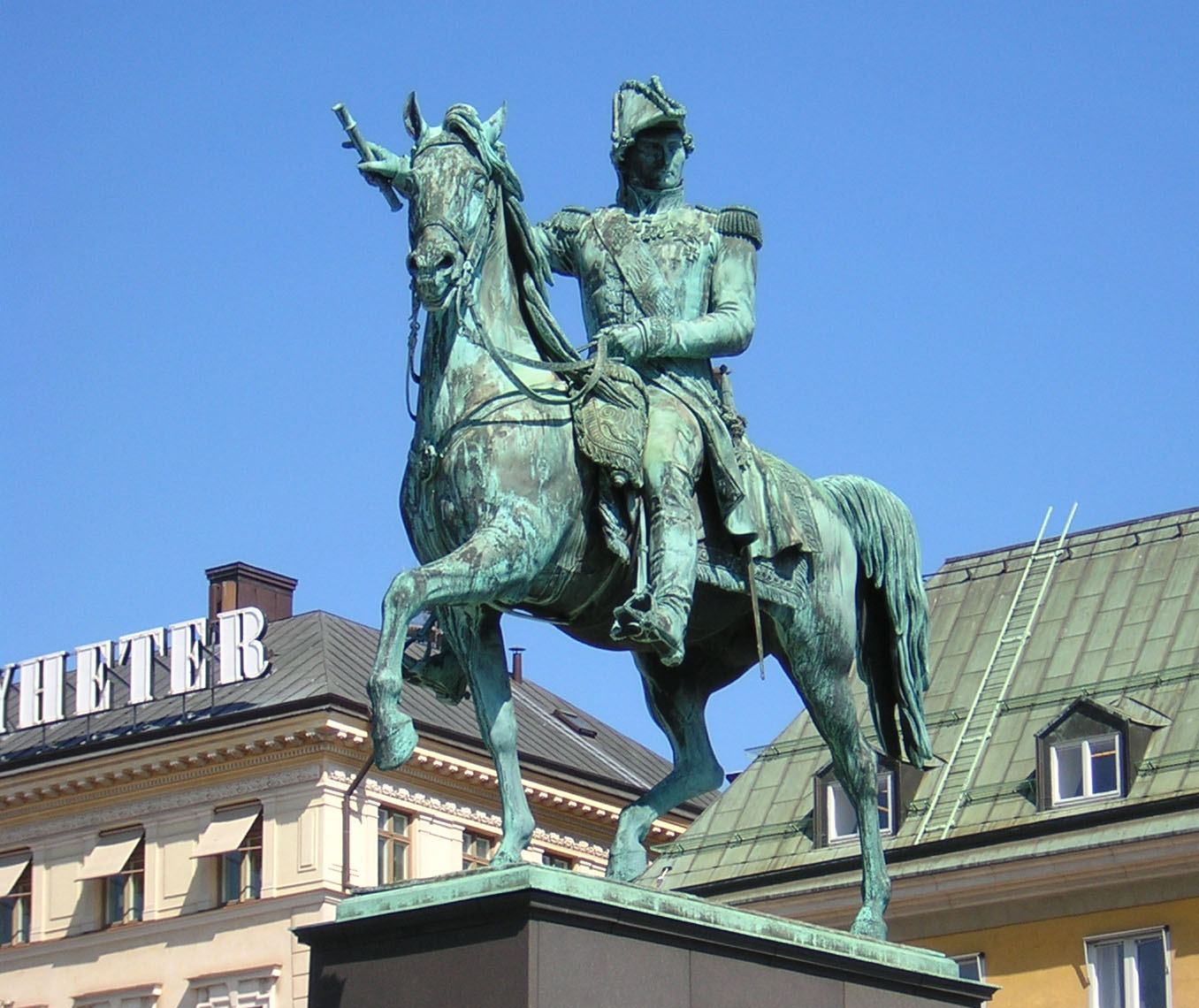
Statua equestre di re Carlo XIV Giovanni a Stoccolma

## Famiglia
Dalla moglie Désirée Clary Bernadotte ebbe un solo figlio:
- S.A.R. principe Oscar di Svezia e di Norvegia, divenuto poi S.M. Oscar I, Re di Svezia e di Norvegia.

## Ascendenza
|                                                |                       |                                  | Genitori                                  |  |  | Nonni           |  |  | Bisnonni        |  |
|                                                |                       |                                  |                                           |  |  | Jean Bernadotte |  |  | Jean Bernadotte |  |
|                                                |                       |                                  |                                           |  |  | Jean Bernadotte |  |  | Jean Bernadotte |  |
|                                                |                       | Marie de La Barrère-Bertandot    |                                           |  |  | Jean Bernadotte |  |  |                 |  |
| Jean Henri Bernadotte                          |                       |                                  |                                           |  |  | Jean Bernadotte |  |  |                 |  |
|                                                |                       | Marie du Pucheu dite de La Place | Jacques du Pucheu dit de Laplace          |  |  |                 |  |  |                 |  |
|                                                |                       | Marie du Pucheu dite de La Place | Jacques du Pucheu dit de Laplace          |  |  |                 |  |  |                 |  |
|                                                |                       | Marie du Pucheu dite de La Place | Françoise de Labasseur                    |  |  |                 |  |  |                 |  |
| Carlo XIV/III Giovanni di Svezia e di Norvegia |                       | Marie du Pucheu dite de La Place |                                           |  |  |                 |  |  |                 |  |
|                                                | Jean de Saint Vincent | …                                |                                           |  |  |                 |  |  |                 |  |
|                                                | Jean de Saint Vincent | …                                |                                           |  |  |                 |  |  |                 |  |
|                                                | Jean de Saint Vincent | …                                |                                           |  |  |                 |  |  |                 |  |
| Jeanne de Saint Vincent                        | Jean de Saint Vincent |                                  |                                           |  |  |                 |  |  |                 |  |
|                                                |                       | Marie d'Abbadie de Sireix        | Doumengé Habas d'Arrens                   |  |  |                 |  |  |                 |  |
|                                                |                       | Marie d'Abbadie de Sireix        | Doumengé Habas d'Arrens                   |  |  |                 |  |  |                 |  |
|                                                |                       | Marie d'Abbadie de Sireix        | Marie d'Abbadie, Abbesse Laïque de Sireix |  |  |                 |  |  |                 |  |
|                                                |                       | Marie d'Abbadie de Sireix        |                                           |  |  |                 |  |  |                 |  |

## Araldica
| Stemma | Descrizione | Blasonatura |
|        | Jean-Baptiste Jules Bernadotte, Principe sovrano di Pontecorvo (5 giugno 1806-21 agosto 1810) (ricostruzione moderna del disegno)                                                                                   | D'azzurro, al ponte di tre archi d'argento, su un fiume dello stesso, ondato d'azzurro, e sostenuto da due torri del secondo, finestrate di due di nero; al capo dei principi sovrani dell'Impero francese.. Allo scudo sono addossate due bastoni decussati, insegne di Maresciallo dell'Impero, e il gran collare della Grand'Aquila dell'Ordine della Legion d'Onore (Impero francese). |
|        | Lo stesso, ora Carlo Giovanni Bernadotte, Principe ereditario di Svezia (21 agosto 1810-14 gennaio 1814) (come appare nello stallo di Cavaliere del Reale Ordine dei Serafini, ricostruzione moderna del disegno)   | Partito d'azzurro dal filetto d'oro: nel primo, a tre corone all'antica d'oro (di Svezia moderna); nel secondo, a tre bande ondate d'argento, al leone coronato d'oro, armato e lampassato di rosso (di Svezia antica); sul tutto, d'azzurro, al ponte di tre archi d'argento, su un fiume dello stesso, ondato d'azzurro, e sostenuto da due torri del secondo, finestrate di due di nero; al capo dei principi sovrani dell'Impero francese (di Pontecorvo-Bernadotte). Allo scudo sono addossati, dall'alto al basso, la fascia e le insegne del Reale Ordine di Carlo XIII e i grandi collari dei Reali Ordini di Vasa, della Stella Polare, della Spada e dei Serafini. |
|        | Carlo Giovanni Bernadotte, Principe della Corona di Svezia e di Norvegia (14 gennaio 1814-5 febbraio 1818) (come appare nello stallo di Cavaliere del Reale Ordine dei Serafini, ricostruzione moderna del disegno) | Interzato in pergola dal filetto d'oro (Croce di Sant'Enrico): nel primo, d'azzurro a tre corone all'antica d'oro (di Svezia moderna); nel secondo, di rosso, al leone coronato d'oro, tenente tra le branche superiori un'ascia danese d'argento, manicata d'oro, il manico incurvato sotto le branche inferiori (di Norvegia antica); nel terzo, d'azzurro, a tre bande ondate d'argento, al leone coronato d'oro, armato e lampassato di rosso (di Svezia antica); sul tutto, d'azzurro, al ponte di tre archi d'argento, su un fiume dello stesso, ondato d'azzurro, e sostenuto da due torri del secondo, finestrate di due di nero; al capo dei principi sovrani dell'Impero francese (di Pontecorvo-Bernadotte). Allo scudo sono addossati, dall'alto al basso, la fascia e le insegne del Reale Ordine di Carlo XIII e i grandi collari dei Reali Ordini di Vasa, della Stella Polare, della Spada e dei Serafini. |
|        | Carlo XIV/III Giovanni di Svezia e Norvegia, Re di Svezia e di Norvegia (5 febbraio 1818–8 marzo 1844) (Grande Arma, ricostruzione moderna del disegno)                                                             | Interzato in pergola dal filetto d'oro (Croce di Sant'Enrico): nel primo, d'azzurro a tre corone all'antica d'oro (di Svezia moderna); nel secondo, di rosso, al leone coronato d'oro, tenente tra le branche superiori un'ascia danese d'argento, manicata d'oro, il manico incurvato sotto le branche inferiori (di Norvegia antica); nel terzo, d'azzurro, a tre bande ondate d'argento, al leone coronato d'oro, armato e lampassato di rosso (di Svezia antica); sul tutto, partito: nel primo, interzato in banda, d'azzurro, d'argento e di rosso, al vaso d'oro (di Vasa); nel secondo: d'azzurro, al ponte di tre archi d'argento, su un fiume dello stesso, ondato d'azzurro, e sostenuto da due torri del secondo, finestrate di due di nero; al capo dei principi sovrani dell'Impero francese (di Pontecorvo-Bernadotte). Allo scudo sono addossati, dall'alto al basso, la fascia e le insegne del Reale Ordine di Carlo XIII e i grandi collari dei Reali Ordini di Vasa, della Stella Polare, della Spada e dei Serafini. |
|        | Carlo XIV/III Giovanni di Svezia e Norvegia, Re di Svezia e di Norvegia (5 febbraio 1818–8 marzo 1844) (come appare nello stallo di Cavaliere del Reale Ordine dei Serafini, ricostruzione moderna del disegno)     | Interzato in pergola dal filetto d'oro (Croce di Sant'Enrico): nel primo, d'azzurro a tre corone all'antica d'oro (di Svezia moderna); nel secondo, di rosso, al leone coronato d'oro, tenente tra le branche superiori un'ascia danese d'argento, manicata d'oro, il manico incurvato sotto le branche inferiori (di Norvegia antica); nel terzo, d'azzurro, a tre bande ondate d'argento, al leone coronato d'oro, armato e lampassato di rosso (di Svezia antica); sul tutto, partito: nel primo, interzato in banda, d'azzurro, d'argento e di rosso, al vaso d'oro (di Vasa); nel secondo: d'azzurro, al ponte di tre archi d'argento, su un fiume dello stesso, ondato d'azzurro, e sostenuto da due torri del secondo, finestrate di due di nero; al capo dei principi sovrani dell'Impero francese (di Pontecorvo-Bernadotte). Allo scudo sono addossati, dall'alto al basso, la fascia e le insegne del Reale Ordine di Carlo XIII e i grandi collari dei Reali Ordini di Vasa, della Stella Polare, della Spada e dei Serafini. |